# Xanthodes migrator
Xanthodes migrator är en fjärilsart som beskrevs av Walker 1857. Xanthodes migrator ingår i släktet Xanthodes och familjen trågspinnare. Inga underarter finns listade i Catalogue of Life.